# Granville Stanley Hall

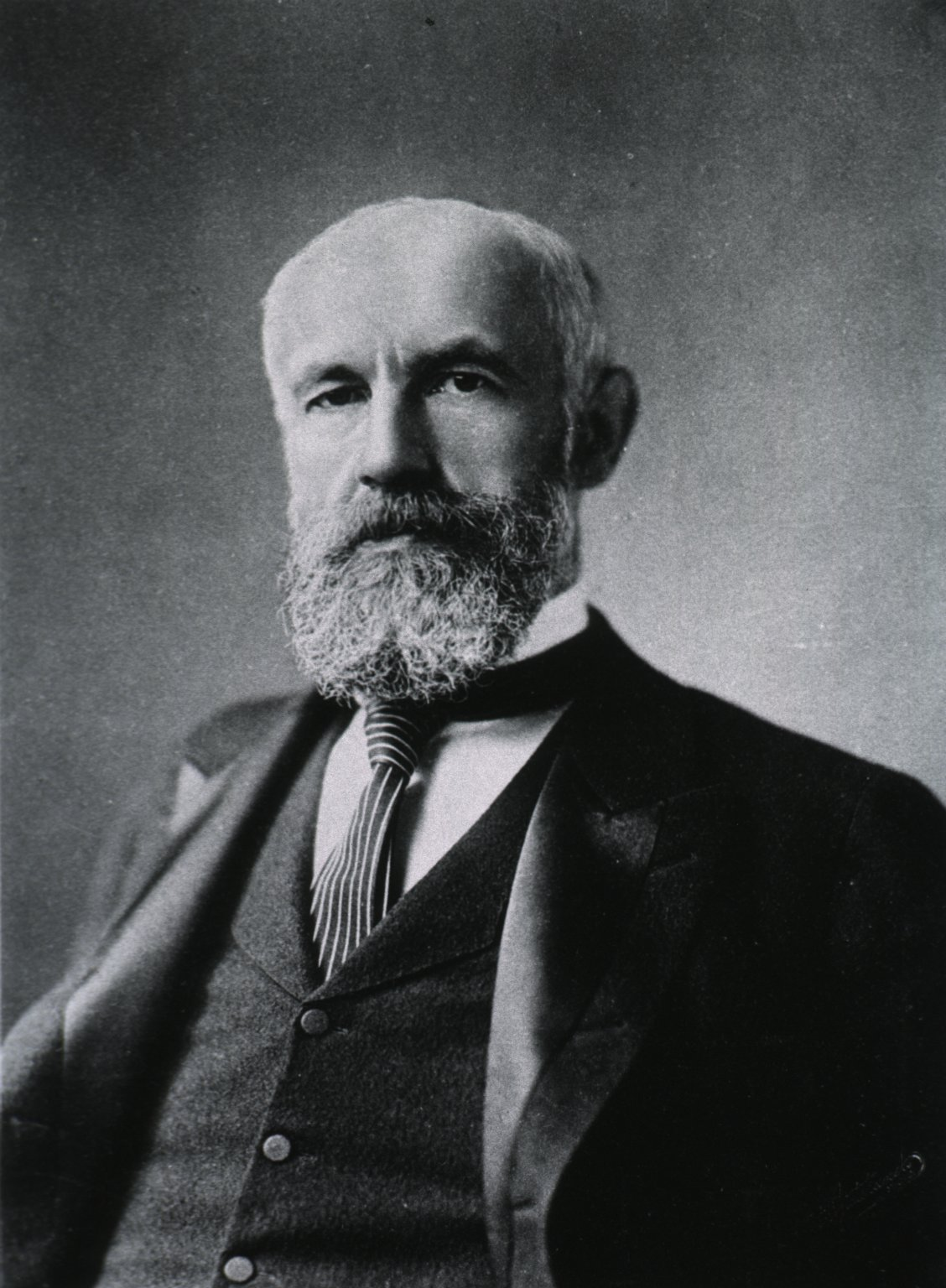
Granville Stanley Hall, circa 1910

G. Stanley Hall (1 februari 1844 – 24 april 1924) was een hoogleraar die een pioniersrol vervulde in de Amerikaanse psychologie. Hij was voornamelijk geïnteresseerd in de ontwikkelingspsychologie en de evolutietheorie. Hall was in 1892 de eerste president van de American Psychological Association.

## Biografie
Hall werd geboren in Ashfield, in de staat Massachusetts. Na zijn vooropleiding op Williams College te hebben afgerond in 1867, ging hij studeren aan de Union Theological Seminary. Hij werd tijdens zijn studie geïnspireerd door Wilhelm Wundts Principles of Physiological Psychology. Onder begeleiding van William James haalde hij zijn doctorstitel aan de Harvard University. Daarna bracht hij enige tijd door in het onderzoekslaboratorium van Wundt in Leipzig. Van 1882 tot 1888 was hij hoogleraar psychologie en pedagogiek aan de Johns Hopkins University, waar hij het eerste Amerikaanse onderzoekslaboratorium voor psychologie opende. In 1887 werd onder zijn leiding de eerste editie van de American Journal of Psychology uitgebracht. In 1888 werd hij overhaald zijn onderzoek naar Clark University over te brengen, een nieuwe universiteit in Worcester (Massachusetts), waarvan hem ook het presidentschap werd aangeboden. Vanwege zijn interesse in de psychoanalyse haalde hij in 1910 Freud en Jung voor een lezing naar Clark University.

## Publicaties
Hall publiceerde onder andere de volgende boeken:
- The Contents of Children’s Minds (1883)
- Adolescence (1904)
- Educational Problems (1911)
- Jesus, the Christ, in the Light of Psychology (1917)
- Aspects of Child Life and Education (1921)

In 1923 publiceerde Hall een autobiografie.